# Jardines San Martín

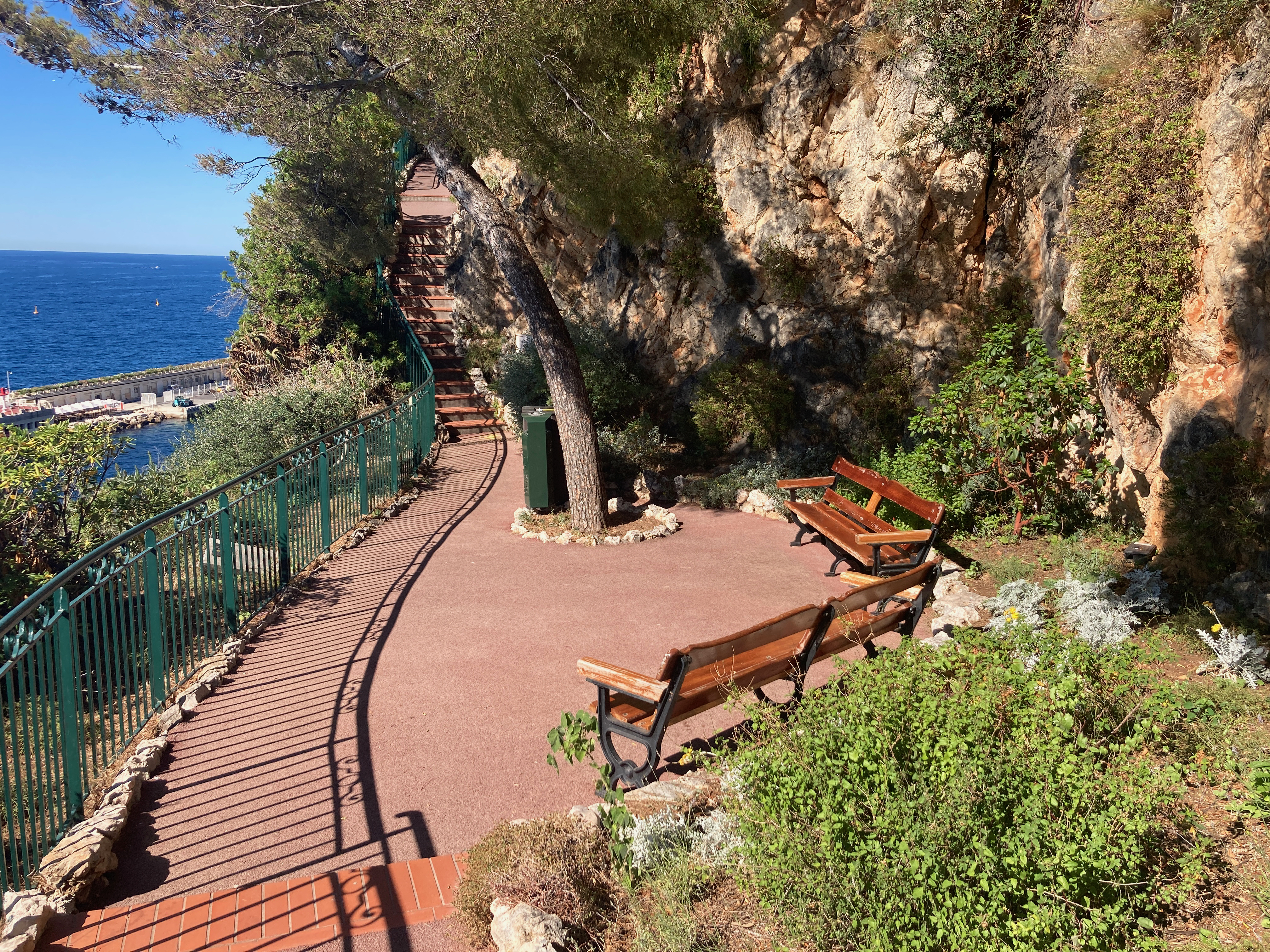
Bancos en los Jardines de San Martín

Los Jardines San Martín (en francés: Jardins Saint-Martin o bien Jardins St Martin) es un espacio público que se encuentra en el barrio de Monaco-Ville uno de los distritos que conforman el principado de Mónaco. Poseen una superficie estimada en 11.200 metros cuadrados (1,12 hectáreas).
Los jardines se componen de una serie de caminos en la cara suroeste de la Roca de Mónaco. Su Flora se compone de pinos Alepo y agaves amarillas en sus terrazas, con fortificaciones medievales que también presentan en los jardines. Los elementos arqueológicos que se encuentran en los jardines han sido datados en la época del Holoceno .
Una Estatua de bronce de Francois Cogne sobre el Príncipe Alberto I representado como un marino se sitúa en el centro de los jardines.